# Sam Palatnik
Sam Palatnik, pseudonimo di Semen Palatnyk (in ucraino Семен Олександрович Палатник?, Semen Oleksandrovyč Palatnyk; Odessa, 26 marzo 1950), è uno scacchista ucraino naturalizzato statunitense.

## Biografia
Grande maestro dal 1978, vinse quattro medaglie d'oro con l'URSS in due campionati del mondo a squadre per studenti: a Teesside nel 1974 (oro di squadra e individuale) e a Caracas nel 1976 (oro di squadra e individuale).
Il suo miglior risultato è considerato il secondo posto nel fortissimo torneo di Kiev del 1978, dietro ad Oleksandr Beljav'skyj ma davanti a 14 GM, tra cui Volodymyr Savon, Hennadij Kuz'min, Lev Al'burt e Oleh Romanyšyn;
Negli anni novanta è emigrato negli Stati Uniti stabilendosi nel Tennessee. Da alcuni anni risiede nel Maryland, dove è istruttore di scacchi presso la University of Maryland.
In agosto 2006 ha partecipato al torneo rapid (15') Chess Cruise GM Odessa-Istanbul, giocato da dodici grandi maestri su una nave da crociera in navigazione sul Mar Nero tra Odessa, sua città natale, e Istanbul. Il torneo è stato vinto con ampio margine da Vasyl' Ivančuk (10 su 11), Palatnik si è classificato sesto su 12 partecipanti.
Sull'apertura di re Palatnik ha adottato spesso la difesa Alekhine (1. e4 Cf6), ottenendo numerosi successi.
Nel 2009 la FIDE lo ha nominato Senior Trainer (Istruttore Senior).

## Alcuni altri risultati
- 1981 :  terzo a Hradec Králové;
- 1987 :  secondo a Trnava;
- 1988 :  primo a Calicut e a Hradec Králové;
- 1991 :  primo-quarto nel World Open di Filadelfia con Kamskij, Ermolinskij e Hjartarson;[5]
- 2008 :  quarto nel torneo New Jersey Futurity di Branchburg, dietro a Sergey Erenburg, Leonid Judasin e Jaan Ehlvest.[6]

## Libri
- Platonov's Chess Academy (con Lev Alburt e Olga Palatnik), Kindle Editions, 2012
- The Tarrasch Formula, ChessPro Editions, 2011
- King in Jeopardy: The Best Techniques for Attack and Defense (con Lev Alburt), Fictionwise, 1998
- Chess Strategy for the Tournament Player (con Lev Alburt e Jami Anson), Fictionwise, 1997
- Chess Tactics for the Tournament player (con Lev Alburt), W. W. Norton & Co., 1996